# Literatura LGBT de México

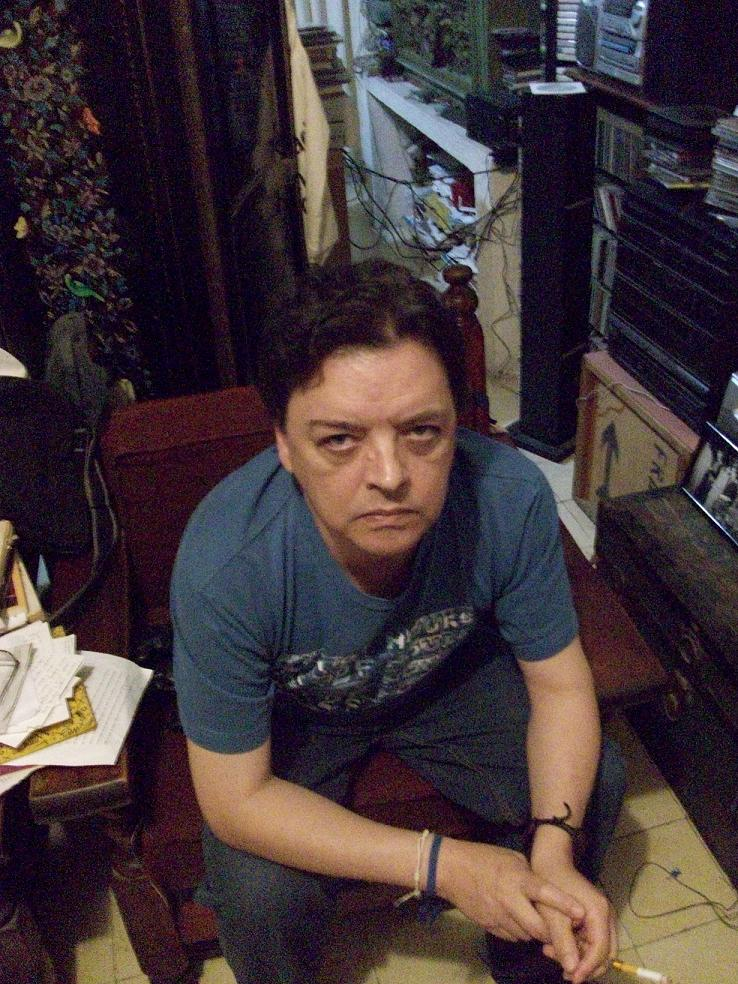
Luis Zapata

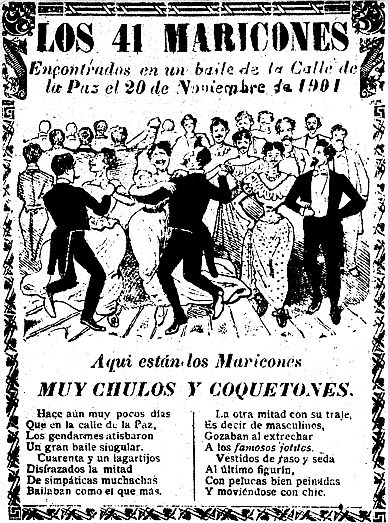
Viñeta caricaturesca de José Guadalupe Posada sobre el escándalo del "Baile de los cuarenta y uno" que dio lugar a la novela homófoba Los cuarenta y uno (1906) de Eduardo Castrejón.

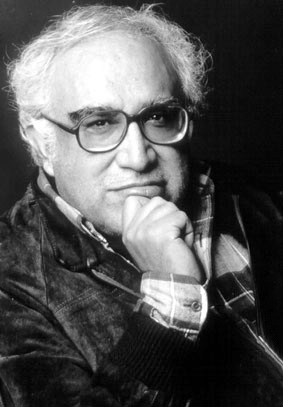
Carlos Monsiváis

La literatura LGBT empezó a florecer en México a partir de los años 1960 y fue especialmente evidente en los 1980, pero hasta entonces la homosexualidad no fue apenas tratada en obras literarias, salvo como asunto ridículo, censurado o pervertido, debido a la homofobia dominante en la sociedad mexicana. En 1975 la activista y directora teatral Nancy Cárdenas y los escritores Carlos Monsiváis y Luis González de Alba impulsaron el primer manifiesto en defensa de los homosexuales, publicado en la revista ¡Siempre! y en 1979 se organizó la primera Marcha del Orgullo Gay.
Con algunos precedentes significativos (como El diario de José Toledo de Miguel Barbachano Ponce, de 1964), la novela que significó una verdadera brecha y un cambio de rumbo respecto al desprecio o silenciamiento de lo homosexual ocurrió en 1978 con El vampiro de la colonia Roma de Luis Zapata Quiroz. A partir de su publicación, muchos autores se animaron a seguir esa senda y abordaron sin reparos asuntos homosexuales. Los años 1970 marcaron, pues, el comienzo del cambio de percepción de la sociedad mexicana respecto a la homosexualidad, gracias a una mayor reivindicación y visibilidad de los autores gais.

La sola cronología de la novela homosexual revela el fuerte movimiento de salida del clóset […]. Es evidente que la década de los sesenta ha demostrado ser parteaguas por lo menos en cuanto a vida civil se refiere
Antonio Marquet

Aunque predominan las obras sobre homosexualidad masculina,   las autoras y temáticas lésbicas también tienen representación.  Ya en la década de 1980 Nancy Cárdenas escribe y pone en escena El día que pisamos la luna,  Rosamaría Roffiel publica la novela  Amora y Sabina Berman el poemario Lunas.  En 1992 Ethel Krauze publica la novela Infinita.
El debate sobre la existencia de una literatura homosexual en México a veces se ha dado públicamente e los medios de comunicación mexicanos, como sucedió tras la publicación del ensayo  Ojos que da pánico soñar de José Joaquín Blanco en el Uno más uno.

## Narrativa
Previas a la publicación de El vampiro de la colonia Roma de Luis Zapata en 1978, destacan las obras que tratan sobre la homosexualidad, si bien en algún caso desde posiciones abiertamente homofóbicas, como en Los cuarenta y uno (1906) de Eduardo Castrejón, quien quiso hacer una exaltación proletaria y representó la corrupción de la aristocracia aludiendo a lo que él consideraba moralmente más repugnante: la homosexualidad, considerada como una depravación, relacionada con la prostitución y condenada severamente por el estricto moralismo y la homofobia del narrador, que noveló sobre un famoso episodio de la época del porfiriato conocido como el escándalo del "Baile de los cuarenta y uno".
No obstante, McKee Irwin (en Castrejón, 2010) comenta que diversas novelas del siglo XIX mantienen bosquejos de lo que a homosexualidad compete; por ejemplo, cita la obra de Fernández de Lizardi, El Periquillo Sarniento; Clemencia, de Altamirano, Hermana de los ángeles, de Del Castillo, Los mariditos de Cuéllar o El fistol del diablo de Payno; obras que, comenta, al releerse, bien pueden causar asombro en el lector, debido a que hacen manifiesto un claro homoerotismo, aunque la idea propiamente homosexual está alejada de las mediaciones temporales de cada autor.
La estatua de sal de Salvador Novo (1904-1974) (no publicada íntegramente hasta 1998, pero cuyo contenido fue apareciendo en artículos periodísticos y fragmentos a partir de 1945), aunque hay amplias partes de otras de sus obras que tocan el tema, como el libro de poesía Sátira. El libro ca..., que contiene "revelaciones" sobre muchos otros autores, o el de ensayos Las locas, el sexo y los burdeles, y Fabrizio Lupo (escrita en 1952 y traducida al español en 1953) del italiano (luego radicado en México) Carlo Cóccioli están escritas por sendos autores homosexuales, aunque su intención es muy distinta: exhibicionista y provocadora en el caso de Novo (quien pretendía escandalizar al lector y a la sociedad), y más crítica –pero con un trasfondo dramático y casi torturado– en el de Cóccioli. Fabrizio Lupo se convirtió en la novela gay mexicana por antonomasia. En Fabrizio Lupo se trata sobre las relaciones entre la religión católica y la homosexualidad, asuntos que también tratarán otras novelas gais, como Padre prior (1971) de Mauricio González de la Garza.
Otras obras de los años 1950 destacables son el cuento humorístico «Los machos cabríos», publicado en el libro El coronel que asesinó un palomo (1952) de Jorge Ferretis, y la novela corta El norte de Emilio Carballido, en la que se narra la relación entre un joven y un hombre maduro en Veracruz. Según Mario Muñoz, esta novela pudo influir en la novela Fruta verde (2004) de Enrique Serna.
En la década de 1960 se publican dos novelas que tuvieron escasa repercusión pero que, para algunos autores, señalan el verdadero arranque de la literatura homosexual mexicana. Se trata de El diario de José Toledo (1964) de Miguel Barbachano Ponce y 41 o el muchacho que soñaba en fantasmas (1964), publicada esta última por un autor (Manuel Aguilar de la Torre) que se escondía bajo el seudónimo de Paolo Po. El diario de José Toledo trata sobre el suicidio del personaje que da título a la novela, un joven de veinte años despechado por el rechazo de su amante, cuya historia se narra a través de las páginas de su diario íntimo y de los comentarios de un narrador anónimo, omnisciente, que los comenta en tercera persona. En la novela hay una descripción detallada del mundo social del protagonista (con una potente descripción de la homofobia cotidiana en México). Para el estudioso Antoine Rodríguez,

[se trata de] la primera novela con temática homosexual que pone en escena a un burócrata “masculino”, es decir no afeminado. La representación artística del homosexual de la época referida en la novela, a través esencialmente del cine, se limitaba a la figura de la loca, extremadamente afeminada. Nuestro protagonista está más cercano de la figura del homófilo “masculino” tal y como fue difundida, entre otras, por la revista francesa Arcadie.

En 1962 Juan Vicente Melo había publicado su cuento Los amigos, lleno de un sutil homoerotismo. Carlos Fuentes se atrevió a mostrar una relación homoerótica en su novela breve A la víbora de la mar (1964).
En 1968 se publicó Los Inestables, de Alberto X. Teruel, un autor que posiblemente también recurrió al uso del pseudónimo. Schneider (1997), comenta de ella lo siguiente:

La obra recorre el tema del amor no único, sino consecutivo, encadenado a una serie de experiencias que […] se valoran en inseguridades, inestabilidades. Teruel parece asentar la tesis de que el signo del amor homosexual se mide por la aventura, por frivolidades, por una falta absoluta de estabilidad emocional.
Schneider, pp. 74-75.

En 1969 vio la luz la obra del autor uruapense José Ceballos Maldonado, Después de todo. La novela de Ceballos Maldonado, relatada desde dos lugares, la provincia y la Ciudad de México, es la historia de un hombre que definió su esencia con base en la crítica y la doble moral instituida, que sólo ejecutaba ordenamientos y prohibiciones; sin embargo, el protagonista, Javier Lavalle, pudo abrirse paso y afirmar que lo único importante era alcanzar el orgullo de ser y mantenerlo.
Carlos Monsiváis fue uno de los escritores gais más destacados y más comprometidos. Tuvo gran interés en estudiar y difundir la obra y las vidas del grupo poético de Los Contemporáneos, y así relató en Amor perdido (1977) la persecución machista y homofóbica que sufrieron por parte de los estridentistas y los pintores muralistas. Sobre uno de los miembros más destacados de tal grupo poético, el gay militante Salvador Novo, escribió otra obra: Salvador Novo, lo marginal en el centro. Otra obra importante de Monsiváis en la que denuncia el machismo de la sociedad mexicana fue Escenas de pudor y liviandad (1988). Heriberto Yépez sintetizó el aporte enorme de Monsiváis para la visibilidad de lo gay en México:

La herencia general que Monsiváis nos lega es una dicción gay espléndida: las mayúsculas como Patafísica de las Costumbres; el manejo del ajo como relajo; la ortografía como coreografía; la gramática como anagrama; el estilo como desfile de modas, modos, medios, miedos, mudos verbales; los demonios morales convertidos en ademanes; el buen comportamiento del Yo social trastocado por la irrupción promiscua de voces hablando todas en un mismo intertexto; la ridiculización de las convenciones idiomáticas y el festín de las apropiaciones intertextuales fastuosas, en suma, el exhibicionismo de la diferencia desplegada por un justiciero comediante y harto artificioso (circo, maroma y teatro) que extra-muestra su desafío ideológico y espectáculo lingüístico contra la Buena Sociedad y la Enorme Norma. Cada vez que Monsiváis escribe el idioma español sale del clóset
Heriberto Yépez, «Algunas reflexiones a partir de poesía gay», en Alforja. Revista de poesía, núm. xx, primavera de 2002.

Jorge Arturo Ojeda escribió varias novelas del tema: Muchacho solo (1976; 1987) y Octavio (1982). Una novela que algunos consideran capital es El diario de José Toledo de Miguel Barbachano Ponce, publicada en 1964 y que para algunos historiadores marca el verdadero nacimiento de la novela homosexual mexicana. Otros señalan la fecha de 1978 con El vampiro de la colonia Roma de Luis Zapata para señalar el arranque de esta literatura. El vampiro... supuso todo un acontecimiento y, en palabras del estudioso León Guillermo Gutiérrez, arrojó

sobre la doble moral de la sociedad mexicana la visibilidad de lo que se esmeraba por ocultar en el rincón del clóset: la práctica cotidiana de la homosexualidad en todas las esferas sociales. Zapata no se conforma con sacarla del armario, la lleva y la pasea a pie, en auto, en autobús o motocicleta por calles, avenidas, parques, restaurantes y cines de la gran ciudad y otras latitudes de la geografía del país.

En la década de 1970 se registran tres importantes cuentos de tema homosexual:  Mapache (1975) de Jorge Arturo Ojeda, Los zapatos de la princesa (1978) de Guillermo Samperio y Siete veces el sueño (1979) de Luis Arturo Ramos.
La literatura gay eclosionó en los años 1980, en buena medida porque en esas fechas la epidemia del SIDA hizo visible la homosexualidad y las instituciones debieron hacer campañas dirigidas a esta comunidad que, de este modo, concitó el interés de los medios de comunicación, que informaron sobre sus costumbres, necesidades, características, etc. y, de algún modo, comenzaron a desterrar viejos tópicos y a abrir nuevas perspectivas. Incluso se dejó de emplear los tradicionales términos despectivos (joto, marica, loca) y se comienza a popularizar el término neutro de gay. También en esta década en el mercado editorial (con el reclamo del llamado Boom latinoamericano), circulan obras de autores gais en lengua española, como las del argentino Manuel Puig, el colombiano Gustavo Álvarez Gardeazábal, el chileno José Donoso o el cubano Reinaldo Arenas.
Entre los autores posteriores, la crítica ha destacado por su calidad Las púberes canéforas de José Joaquín Blanco, publicada en 1983. En esa misma década aparecen otras obras señaladas de Luis Zapata (Melodrama, 1983; En jirones, 1985; La hermana secreta de Angélica María, 1989). Otras novelas de autores mexicanos fueron Octavio (1982) de Jorge Arturo Ojeda, Sobre esta piedra (1982) de Eduardo Turón y Utopía Gay (1983) de José Rafael Calva.
Utopía gay es una obra humorística, estructurada en largos monólogos interiores donde se describe la relación entre dos amantes masculinos, Carlos y Adrián, el segundo de los cuales queda embarazado. Se trata de un texto muy militante en la reivindicación de la homosexualidad y en la denuncia de la mentalidad heteronormativa y homofóbica de la sociedad de su momento. También reivindica un modelo de homosexualidad alejado del afeminamiento o de la promiscuidad, señalando una pareja estable, duradera y comprometida, en la que el embarazo de una de sus partes no supone su feminización. Este rechazo a lo femenino hace que algunos pasajes caigan en la misoginia.
En 1996 se publica la primera antología de cuentos gais mexicanos: De amores marginales (Mario Muñoz, compilador). Esta antología reunió 16 cuentos de autores de distintas épocas y fue el primer panorama amplio que daba una posibilidad de conocer la evolución de la literatura de temática homosexual en el país. Entre otros relatos, aparecen  «Sólo era un juego», de Víctor Rejón, y «Callejón», de Héctor Domínguez Rubalcava, «Opus 123», de Inés Arredondo;  «También hay inviernos fértiles», de Severino Salazar; «El alimento del artista», de Enrique Serna; «De amor es mi negra pena», de Luis Zapata, y «El vino de los bravos», de Luis González de Alba.
Joaquín Hurtado es autor de una literatura directa, con gusto por ambientes sórdidos. Destacan sus obras Laredo Song (1997), libro ambientado en los ambientes bajos de Monterrey, y La dama sonámbula (Premio Nuevo León de Literatura en 2006).

### SigloXXI
En 2002 Fernando Zamora publicó Por debajo del agua (Plaza y Janés, 2002), una parodia de las novelas sobre la Revolución Mexicana. En ella cuenta narra una historia de travestismo y homosexualidad, ironizando sobre el estereotipo del macho revolucionario. En la novela se narra la amistad y el amor clandestino entre Pablo Aguirre, general revolucionario del ejército de Álvaro Obregón, y Hugo Estrada, relación que los lleva a la destrucción a causa de la homofobia interiorizada.

El crítico literario Braulio Peralta consideró Por debajo del agua un hito en la historia del movimiento homosexual mexicano por desenmascarar tanto los estereotipos propios del mexicano como la homofobia interiorizada. Para el investigador estadounidense Dieter Ingenschay, Por debajo del agua demuestra:

la permanente actualidad de un tema (la subcultura gay) que permanece en muchos sentidos inexplorado en la región.

En 2004, Fernando Zamora escribió Triángulo de amor y muerte (Plaza y Janés, 2004), en la que de nuevo parodia otro género literario (en este caso, la novela negra) para ridiculizar los tópicos del macho mexicano. Esta novela relata, desde varios puntos de vista, la muerte de un profesor de piano y su relación con su querido alumno Cristóbal y la de éste con una mujer.
En 2007 se publicó Pulpo en su tinta y otras formas de morir del escritor gay yucateco Will Rodríguez.  Se trata de un libro de cuentos donde la muerte está muy presente y también la vivencia homosexual. Según el autor,

Los temas gays son algo de los que no podemos prescindir porque están a la vista de todos, es algo tan natural como el nacimiento, la vida o la muerte. La sexualidad es parte de nuestra cotidianeidad.

En 2009 Raúl Rodríguez Cetina publicó El pasado me condena, obra autobiográfica en la que relata la formación de la comunidad gay en México desde su propia óptica y experiencia, que ya había utilizado décadas atrás en su novela El desconocido (1977), la primera novela mexicana en abordar el tema de la prostitución masculina.
Tryno Maldonado publicó Temporada de caza para el león negro (Anagrama, 2009), novela sobre un pintor de éxito, Golo, contada por su amante. Esta obra resultó semifinalista del XXVI Premio Herralde. El crítico Miguel García-Posada señaló al Maldonado como un representante literario del postmodernismo y destacó el, a su juicio, pobre estilo de la escritura, los contenidos transgresores de la novela y su condición de ejemplo del llamado pensamiento débil.
Más conocido como poeta, Sergio Loo publicó en 2011 su primera novela, House: retratos desmontables (México, Ediciones B), compuesta por microcapítulos ordenados evocando el ritmo de música house y con episodios de inspiración almodovariana, en los que abunda el sexo y la marginalidad. Según Fidel Reyes Rodríguez, la novela

es la crónica dolorida y sentimental de una generación, de una época; es un canto a la amistad y a la deslealtad; es un grito de horror ante la fugacidad de las cosas, de la vida. Y es, asimismo, el autorretrato de seres marginados que encuentran un refugio a sus diferencias en otros seres marginados. (Drogadictos, homosexuales, identidades dark, narcotraficantes…)

El filólogo Antonio Alatorre falleció en 2010 y, entre sus papeles póstumos, apareció una novela en la que había estado trabajando largos años, titulada La migraña, que se publicó (con el consentimiento de sus hijos, fruto de su primer matrimonio) en 2012. La novela, de trasfondo autobiográfico, está ambientada en un seminario y es una novela iniciática o de formación, en la que se narra el final de la inocencia del personaje principal, que en esta institución religiosa sufrirá una crisis de fe absoluta y tomará conciencia de su propio cuerpo. Aunque no es una novela donde lo sexual (ni la homosexualidad) se traten de manera explícita, los estudiosos han subrayado su presencia clara e implícita. Así, lo evidencia el estudioso David Huerta:

No creo exagerar si señalo en esta novela una ilustración parcial del viejo tema de las “edades del hombre”. Aquí se abordan dos de esas edades: la adolescencia o el fin de la infancia y la primera juventud; […] El nacimiento de un hombre joven gracias al asalto refulgente de la migraña significa, en estas páginas, también el nacimiento de un ateo: el sacerdote católico en ciernes del seminario de Tlalpan se transforma en un descreído absoluto. […]. El otro tema es el nacimiento de un cuerpo diferente para un mismo individuo, experiencia común de quienes maduran y, además, tienen consciencia de esa transformación: no solamente el cuerpo de un hombre joven contrastado con el cuerpo adolescente, sino más específicamente el cuerpo de un homosexual; de nuevo: ese nacimiento no está explicitado en la novela de Alatorre pero en sus páginas ese tema está como grabado en filigrana para quien desee verlo. Las escenas del baño en el seminario, en la parte final del libro, son lo bastante diáfanas, me parece, para llegar a esta interpretación.
David Huerta, Revista de la Universidad de México.

También fue un gesto de reconocimiento y de visibilidad de lo gay el colocar la bandera LGTB sobre el féretro de Carlos Monsiváis en el Palacio de Bellas Artes de México (2010).
El periodista Guillermo Osorno publicó en 2014 la novela Tengo que morir todas las noches (Debate), ambientada en la década de 1980 y centrada en el bar gay El Nueve, situado en la calle Londres de la Zona Rosa y uno de los polos de la contracultura mexicana de la época.

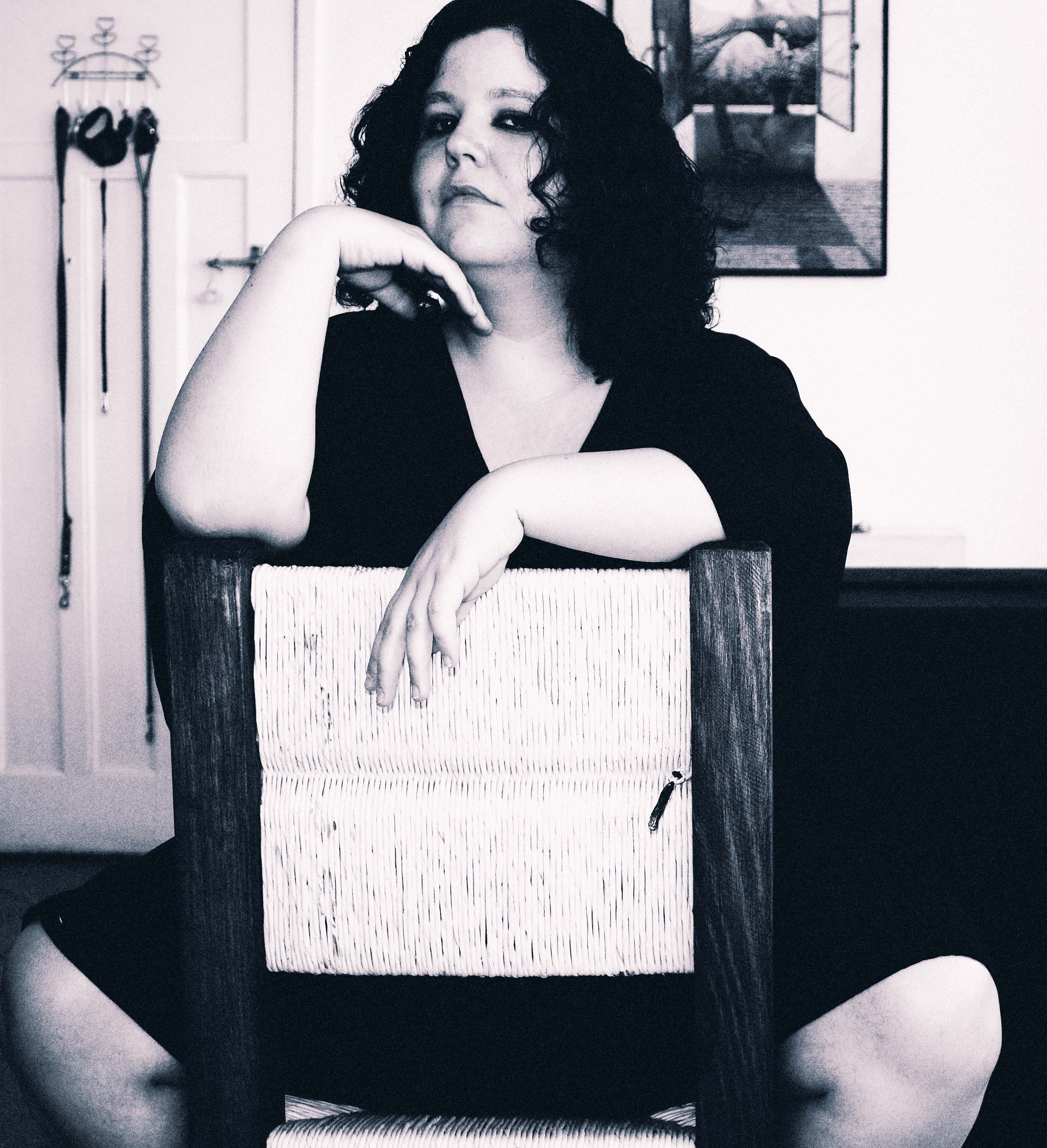
Artemisa Téllez en 2012.

Del lado de la literatura lésbica, una de las figuras contemporáneas más importantes en el género es Artemisa Téllez. La aparición de su novela Crema de vainilla (2014), en particular, es considerada uno de los momentos claves de la literatura lésbica mexicana, aunque también causó controversia por su trama, que sigue la relación de dos mujeres y muestra las prácticas sexuales violentas entre ambas. Otra obra narrativa de Téllez de contenido lésbico fue la colección de cuentos Fotografías instantáneas, publicada en 2016.
Otro autor que a partir de la década de 2010 ha retratado el submundo gay mexicano es Wenceslao Bruciaga, particularmente en su novela Funerales de hombres raros, en que un integrante de un grupo de amigos homosexuales se suicida. Otras novelas de Bruciaga en que ha explorado aspectos de la vida homosexual contemporánea incluyen Bareback Jukebox (2017) y Pornografía para piromaniácos (2022).

## Poesía
En la primera mitad del siglo XX, algunos poetas del grupo Los Contemporáneos fueron gais y trataron el tema de manera más o menos alusiva en sus obras Fue el caso de Xavier Villaurrutia y, especialmente, de Salvador Novo. Dentro del grupo, se habla también de Pellicer. La poesía más notable es la del libro titulado Del amor oscuro, siguiendo la tradición de los Sonetos oscuros, de Federico García Lorca, de autor sólo identificado como A. R. Miguel Capistrán recopiló e hizo público a partir de la década de 1960 muchos textos particulares (como cartas) y periodísticos de distintos miembros de Los Contemporáneos.
En 2001, el poeta Víctor Manuel Mendiola seleccionó y prologó Sol de mi antojo, antología poética de erotismo gay (Plaza y Janés, México, 2001), una obra de referencia sobre la poesía homosexual en México.
Juan Carlos Bautista es un autor polifacético, con obra audiovisual y narrativa, pero conocido sobre todo por sus poemarios Lenguas en erección (1992, reeditado en 2007), Cantar del Marrakech (1993, 2004) y Bestial (2003). En 2007 el Fondo Editorial Tierra Adentro publicó Sus brazos labios en mi boca rodando de Sergio Loo, poemario de alto contenido homoerótico que conoció también una edición española en la editorial Foc. Sergio Téllez-Pon publicó en 2013 el poemario No recuerdo el amor sino el deseo. El autor también ha destacado como ensayista y antólogo de la Antología de la poesía homoerótica (2006).
En la década de 2010 se puede mencionar además a la escritora Artemisa Téllez, quien ha publicado poemarios de temática erótica lésbica tales como Cuerpo de mi soledad (2010), Cangrejo (2017) y Mujeres de Cromagnon (2020).

## Teatro
En las obras de Salvador Novo hay alusiones más o menos veladas al amor homosexual. La más explícita es El tercer Fausto, pieza breve publicada junto a otras dos en el volumen Los diálogos, publicada originalmente en idioma francés en 1936, cuya edición en español tardó veinte años en producirse. Mucho más sutil en su acercamiento a la homosexualidad es Xavier Villaurrutia en Invitación a la muerte, estrenada en 1947.
La primera obra de teatro de temática totalmente gay que se estrenó en México fue en 1974, gracias a la iniciativa de Nancy Cárdenas. No era una obra escrita por un autor mexicano, sino que se trató de Los muchachos de la banda, adaptación de la pieza de Mart Crowley.
Una publicación que dio luz a distintas piezas teatrales sobre el tema de la homosexualidad fue la antología compilada por Tomás Urtusástegui El teatro homosexual en México (2002), compuesta por siete textos distintos, donde abundan los personajes marginales, situados en un margen de la sociedad, que viven su sexualidad como algo disolvente.
José Dimayuga ganó distintos premios con su obra teatral Afectuosamente, su comadre (1992), una comedia sobre un joven travesti y una profesora de escuela. La homosexualidad es un tema recurrente en su obra, aunque según el autor busca temáticas universales, como en el caso de su obra La forma exacta de percibir las cosas, que trata sobre la ruptura de una relación de pareja que es gay pero que podría haber sido igualmente heterosexual.
En el siglo XXI comenzaron a representarse con naturalidad obras comerciales y comedias con tema gai. Una de las más exitosas fue Baño turco de Jorge Sánchez de Tagle, sobre unos personajes gais que coinciden en el vapor.

## Editoriales especializadas
El creciente mercado homosexual propició que en el siglo XXI se distribuyeran diversos libros de autores y editoriales extranjeras, en lengua española. En 2008, la editorial española Egales, creada por Mili Hernández y Mar de Griñó, presentó su catálogo en la Feria del Palacio de Minería de la UNAM y comenzó a distribuir en el territorio nacional autores claves de la literatura homosexual española tales como Alberto Mira, Luis Antonio de Villena, Eduardo Mendicutti e Isabel Franc. Además se distribuyeron obras de otros países de habla española tales como la cubana Carmen Duarte o el argentino Luis Corbacho.
La editorial española Odisea también comenzó a distribuir en México sus libros, especialmente los ganadores del Premio Odisea a jóvenes narradores, como Cruzando el límite de Hecheres Beltrán y El diario de JL de Álex Rei.
También tuvieron gran circulación en México las obras de otros autores gais como el peruano Jaime Bayly (No se lo digas a nadie) o el colombiano Fernando Vallejo (La virgen de los sicarios y El Desbarrancadero), y se intensificó la publicación de textos en revistas literarias, como los textos del español Oscar Esquivias en Tropo a la uña (2002).
En 2007 se fundó la primera editorial mexicana dedicada a la temática gay. Se llamó Quimera Ediciones y en su catálogo presentó obras tan emblemáticas como La historia de siempre de Luis Zapata y No recuerdo el amor sino el deseo de Sergio Téllez Pon. Ambos autores son mexicanos (al igual que otros de su catálogo, como Juan Carlos Bautista o Ricardo Nicolayevsky), pero la editorial también editó y distribuyó autores extranjeros en lengua española (como la cubana Odette Alonso, el peruano Jorge Eduardo Eielson) y clásicos (Oscar Wilde), concordes con su línea editorial, definida así:

publicar textos queer de calidad literaria no sólo de temática sexogenéricas, sino que también se interesa en las vertientes lingüísticas y literarias queer de la literatura en lengua española actual.

En 2012 se presentó la editorial Mafia Rosa. Impulsada por Juan Carlos Bautista, Hernán Bravo Varela y Víctor Jaramillo, su propósito era publicar autores latinoamericanos de literatura gay en cualquiera de sus géneros. Sus primero títulos fueron obras de los uruguayos Alfredo Fressia y William Johnston y tenían prevista la publicación de autores mexicanos como Sergio Loo y Juan Carlos Bautista.
Ricardo Velmor y Dino Vanko crearon Anal Magazine, revista dedicada a todas las vertientes culturales de la homosexualidad masculina, con atención a la fotografía, el diseño, la literatura, el arte o la moda, con ediciones muy cuidadas y textos bilingües español-inglés.

## Discusión académica
En noviembre de 2010 la Universidad Autónoma Metropolitana organizó el Primer Coloquio Internacional de Escrituras Sáficas, coordinado por María Elena Olivera, Elena Madrigal y Bertha de la Maza. En 2013 se efectuó el Segundo Coloquio Internacional de Escrituras Sáficas, ahora coordinado por Elena Madrigal, Bertha de la Maza y Leticia Romero, bajo los auspicios de la Universidad Autónoma Metropolitana-Azcapotzalco, la Universidad Autónoma de la Ciudad de México-Cuautepec y el Foro Cultural Voces en Tinta.   En 2017 el Tercer Coloquio fue organizado por El Colegio de México, la Universidad Autónoma de la Ciudad de México y la Universidad Autónoma Metropolitana de Xochimilco.